# 布拉德·巴里特
布拉德·巴里特（英語：Brad Barritt；1986年8月7日—）是一位英格蘭橄欖球運動員。他是英格蘭國家橄欖球隊的一員，代表英格蘭參加了2015年世界盃橄欖球賽。